# 5677 Aberdonia
5677 Aberdonia (1987 SQ1) là một tiểu hành tinh vành đai chính được phát hiện ngày 21 tháng 9 năm 1987 bởi Bowell, E. ở Flagstaff.